# 莊嚴詠歌
莊嚴詠歌，是日本純種競賽馬匹。生涯主要出戰短途一哩賽事，曾於2022年勝出雌馬賽。

## 出賽前
2019年1月26日出生於北海道安平町北部牧場，成長途中於一口馬主俱樂部Sunday Racing Co. Ltd.進行馬主募集。
其後交由栗東訓練中心練馬師藤原英昭訓練。

## 競賽生涯

### 2歲
2021年8月1日出戰新潟競馬場2歲新馬戰，雖然於比賽途中以居中的姿態前進，但於直路上未能順利加速，最終以第四落敗。
其後於年間在出戰多三場2歲未勝利戰，但分別以第十一、第二及第二落敗。

### 3歲
2022年年初繼續出戰3歲未勝利戰，於本次比賽途中維持於有利位置，但可惜於直路上未能抵擋後方賽駒的追擊，於終點線前被追上下以頭位憾負。
其後出戰另一場3歲未勝利戰，比賽初段進佔第四的情況下於通過第一彎道後稍微墮後，並於最後彎道才逐步發力重新加速。進入直路後，其於中檔位置瞬間衝出並不斷蠶食前方對手，但受到Hagino Maurice的阻擋下未能追上，最終以第二衝刺。然而於賽後，賽會於審議的途中認為Hagino Maurice的動作對其及以第三衝線的見風轉向構成妨礙，最終莊嚴詠歌於對手被貶至第三的情況下遞補成為冠軍，亦取得首勝。
3月隨即出戰雌馬賽，並改由池添謙一策騎。比賽開始後，其選擇以較為緩慢的姿態保持自身於第十一左後的中團位置，並於比賽途中維持穩定的節奏。進入直路後，其於騎師池添的指揮下由馬群中央殺出，最終轟出優秀末腳的下成功將所有對手超越，以頭位優勢壓贏奈村佳盈取得首個分級賽冠軍。
其後以優勝出賽權的方式出戰櫻花賞，但於比賽途中一直保持於中團位置，於直路上亦未能加速出頭，最終以第九落敗。
完成櫻花賞後進入休養，但於秋季復出出戰天鵝錦標亦未能重新發揮實力以第八完賽，12月出戰綠松石錦標亦僅跑獲第六。

### 4歲
進入2023年，其於年初以京都牝馬錦標作為首戰，但於比賽途中再度陷入櫻花賞時候的局面，在直路上一直處於後方位置無法突破，最終以第十五大敗。
其後以阪神牝馬錦標作為目標，因近績慘烈而僅獲第十人氣的評價。比賽開始後，其改變以往慣用的居中戰術，於騎師岩田望來的催策之下主動上前，並保持於第三的先頭位置。進入直路後，其於內欄位置逐步加速發力，最終成功堅守位置之下僅敗於比自己早一步出頭的活快美韻，以爆冷的姿態取得第二。
但其後未能保持以上賽事的勢頭，於年間再出戰多四場賽事無一跑入三甲之內，最佳戰績為於中京紀念以第五的戰績完賽。

### 5歲
進入2024年，陣營改變策略，於上年安排其主要以表列賽作為目標，但成效仍然不佳，最佳戰績為跑獲第八。
進入夏季，其並未前往放草，意思於8月11日出戰公開賽UHB賞，但於比賽途中繼續未能加速做出突破，最終以第十落敗。
11月復出出戰公開賽陸奧錦標，比賽初段稍為慢閘後處於後方，但隨即調整並開始上前進佔中團位置，並於通過彎道前開始向外取位。進入直路後，其於外檔位置嘗試展開衝刺，但未能最大程度加速下被對手壓制，最終以第五完賽。
其後選擇以三級賽京阪盃作為目標，比賽初段仍然以保持於較後的位置，於通過最後彎道時稍微外閃取位。進入直路後，其嘗試於中檔位置進行突破，最終在跑出全場第二快末腳的情況下取得一席第五。
完成以上賽事後，陣營決定安排其退役，並於12月5日取消日本中央競馬會的賽駒註冊。

### 詳細賽績
| 日期       | 舉辦國家 | 馬場 | 距離   | 級別 | 賽事名稱       | 負重 | 騎師     | 馬號 | 出馬 | 名次 | 時間   | 頭馬（二馬）    |
| ---------- | -------- | ---- | ------ | ---- | -------------- | ---- | -------- | ---- | ---- | ---- | ------ | --------------- |
| 1/8/2021   | 日本     | 新潟 | 草1600 |      | 2歲新馬        | 54   | 福永祐一 | 10   | 17   | 4    | 1:36.5 | Bon Courage     |
| 26/9/2021  | 日本     | 中京 | 草1600 |      | 2歲未勝利      | 54   | 福永祐一 | 10   | 12   | 11   | 1:37.6 | 活快美韻        |
| 27/11/2021 | 日本     | 阪神 | 草1400 |      | 2歲未勝利      | 54   | 福永祐一 | 16   | 18   | 2    | 1:22.7 | Spirit World    |
| 11/12/2021 | 日本     | 阪神 | 草1400 |      | 2歲未勝利      | 54   | 岩田望來 | 1    | 16   | 2    | 1:22.5 | Makoto Daitoren |
| 15/1/2022  | 日本     | 中京 | 草1400 |      | 3歲未勝利      | 54   | 岩田望來 | 9    | 18   | 2    | 1:21.6 | Shonan Hakuraku |
| 5/2/2022   | 日本     | 中京 | 草1600 |      | 3歲未勝利      | 54   | 岩田望來 | 2    | 13   | 1    | 1:35.9 | （見風轉向）    |
| 13/3/2022  | 日本     | 阪神 | 草1400 | GII  | 雌馬賽         | 54   | 池添謙一 | 4    | 15   | 1    | 1:19.9 | （奈村佳盈）    |
| 10/4/2022  | 日本     | 阪神 | 草1600 | GI   | 櫻花賞         | 55   | 岩田望來 | 7    | 18   | 9    | 1:33.1 | 星映天下        |
| 29/10/2022 | 日本     | 阪神 | 草1400 | GII  | 天鵝錦標       | 52   | 福永祐一 | 12   | 18   | 8    | 1:20.5 | 全音階          |
| 17/12/2022 | 日本     | 中山 | 草1600 | GIII | 綠松石錦標     | 54   | 岩田望來 | 4    | 16   | 6    | 1:33.7 | 紐約小姐        |
| 18/2/2023  | 日本     | 阪神 | 草1400 | GIII | 京都牝馬錦標   | 57   | 岩田望來 | 1    | 18   | 15   | 1:21.5 | 嬌倩            |
| 8/4/2023   | 日本     | 阪神 | 草1600 | GII  | 阪神牝馬錦標   | 55   | 岩田望來 | 1    | 12   | 2    | 1:34.1 | 活快美韻        |
| 14/5/2023  | 日本     | 東京 | 草1600 | GI   | 維多利亞一哩賽 | 56   | 三浦皇成 | 10   | 16   | 13   | 1:33.0 | 前人足跡        |
| 23/7/2023  | 日本     | 中京 | 草1600 | GIII | 中京紀念       | 55   | 三浦皇成 | 8    | 16   | 5    | 1:33.7 | Selberg         |
| 1/10/2023  | 日本     | 阪神 | 草1600 | L    | 港灣人工島錦標 | 57   | 三浦皇成 | 1    | 9    | 6    | 1:33.9 | 小艇            |
| 28/10/2023 | 日本     | 京都 | 草1400 | GII  | 天鵝錦標       | 55   | 池添謙一 | 17   | 18   | 17   | 1:21.0 | 極級必勝        |
| 9/3/2024   | 日本     | 阪神 | 泥1400 | L    | 珊瑚錦標       | 55   | 田口貫太 | 4    | 16   | 16   | 1:26.6 | Ladybug         |
| 6/4/2024   | 日本     | 阪神 | 草1600 | GII  | 阪神牝馬錦標   | 55   | 北村友一 | 4    | 11   | 9    | 1:33.8 | 假面歌姬        |
| 26/5/2024  | 日本     | 京都 | 草1400 | L    | 安土城錦標     | 54   | 西塚洸二 | 2    | 18   | 8    | 1:21.3 | 榮進瞭望        |
| 23/6/2024  | 日本     | 函館 | 泥1700 | L    | 大沼錦標       | 57   | 北村友一 | 12   | 14   | 14   | 1:50.2 | Ca Va           |
| 11/8/2024  | 日本     | 札幌 | 草1200 | OP   | UHB賞          | 57   | 龜田溫心 | 16   | 16   | 10   | 1:08.4 | 紫爍爍          |
| 3/11/2024  | 日本     | 福島 | 草1200 | OP   | 陸奧錦標       | 57   | 西塚洸二 | 2    | 16   | 5    | 1:11.1 | Eternal Time    |
| 24/11/2024 | 日本     | 京都 | 草1200 | GIII | 京阪盃         | 55   | 西塚洸二 | 8    | 18   | 5    | 1:08.2 | 偉大凱撒        |

## 退役後
退役後，莊嚴詠歌成為了繁殖雌馬，於北海道安平町北部牧場休養，在2025年進行配種。首匹子嗣將於2026年出生，可於2028年出賽。

## 血統簡介
父系龍王爲日本賽駒，生涯稱霸短途賽事，包括做出連霸短途馬錦標及香港短途錦標等壯舉，被稱爲日本近代最強短途馬。祖父夏威夷王亦爲日本賽駒，生涯戰績極爲優秀，僅得一戰未能獲勝，曾勝出一級賽NHK一哩賽及東京優駿（日本打吡），爲日本史上首匹贏得變則二冠的賽駒。
母系Pastophoria為日本賽駒，生涯僅勝出條件戰級別的賽事。外祖父吉兆爲美國生產的日本賽駒，生涯戰績彪炳，曾於2002年及2003年連霸秋季天皇賞及有馬紀念。

### 血統表
| 父線：金滿寶系（淘金者系）          |                             |              |               |
| 種馬 龍王 2008年（棗色）            | 夏威夷王 2001年（棗色）     | 金滿寶       | 淘金者        |
| 種馬 龍王 2008年（棗色）            | 夏威夷王 2001年（棗色）     | 金滿寶       | Miesque       |
| 種馬 龍王 2008年（棗色）            | 夏威夷王 2001年（棗色）     | Manfath      | 最後大官      |
| 種馬 龍王 2008年（棗色）            | 夏威夷王 2001年（棗色）     | Manfath      | Pilot Bird    |
| 種馬 龍王 2008年（棗色）            | Lady Blossom 1996年（棗色） | 雷貓         | 雷鳥          |
| 種馬 龍王 2008年（棗色）            | Lady Blossom 1996年（棗色） | 雷貓         | Terlingua     |
| 種馬 龍王 2008年（棗色）            | Lady Blossom 1996年（棗色） | Saratoga Dew | Cormorant     |
| 種馬 龍王 2008年（棗色）            | Lady Blossom 1996年（棗色） | Saratoga Dew | Super Luna    |
| 繁殖雌馬 Pastophoria 2009年（棗色） | 吉兆 1999年（深棗色）       | Kris S.      | 雷弼圖        |
| 繁殖雌馬 Pastophoria 2009年（棗色） | 吉兆 1999年（深棗色）       | Kris S.      | Sharp Queen   |
| 繁殖雌馬 Pastophoria 2009年（棗色） | 吉兆 1999年（深棗色）       | Tee Kay      | Gold Meridian |
| 繁殖雌馬 Pastophoria 2009年（棗色） | 吉兆 1999年（深棗色）       | Tee Kay      | Tri Argo      |
| 繁殖雌馬 Pastophoria 2009年（棗色） | Happy Path 1998年（棗色）   | 週日寧靜     | Halo          |
| 繁殖雌馬 Pastophoria 2009年（棗色） | Happy Path 1998年（棗色）   | 週日寧靜     | Wishing Well  |
| 繁殖雌馬 Pastophoria 2009年（棗色） | Happy Path 1998年（棗色）   | Happy Trails | Posse         |
| 繁殖雌馬 Pastophoria 2009年（棗色） | Happy Path 1998年（棗色）   | Happy Trails | Roycon        |
| 雌系：號族：4-d                     |                             |              |               |
| 五代內近親交配：Hail to Reason 5×5  |                             |              |               |

## 命名由來
名字Sublime Anthem（サブライムアンセム）意思是「莊嚴神聖的聖歌」，香港則以「莊嚴詠歌」作為翻譯。

## 外部連結
- 莊嚴詠歌 netkeiba.com （页面存档备份，存于）
- 血統表 （页面存档备份，存于）